# Pieter de Hoochstraat 78
Pieter de Hoochstraat 78 te Amsterdam is een schoolgebouw aan de Pieter de Hoochstraat in Amsterdam-Zuid.
Dit was eeuwenlang agrarisch gebied aan de zuidrand van Amsterdam; in de 19e eeuw vooral in beheer bij gemeente Nieuwer-Amstel. In de tijd stak Amsterdam na een grote annexatie van grond van die gemeente voor wat betreft de bebouwing de Singelgracht over. Voor de bevolking moesten scholen gebouwd worden. In die categorie past ook dit schoolgebouw waarvoor de gemeente in 1912 grond beschikbaar stelde voor de School voor maatschappelijk werk ("Kunst van het helpen").  De school kon op 23 september 1913 geopend worden onder aanwezigheid van vele vertegenwoordigers uit onderwijs (wethouder) en van het blindeninstituut aan de Vossiusstraat. Ook Mia Boissevain, Rosa Manus en Marie Muller-Lulofs (voorzitter van het schoolbestuur) waren aanwezig. Die laatste refereerde in haar toespraak dat het toch zonde was geweest dat de vorige meisjesschool in 1903 moest sluiten (Rozenstraat) en nu pas weer openging. Daartoe was in 1911 geld ingezameld om tot dit (laat) resultaat te kunnen komen. Het schoolbestuur had aan architect Jan Ernst van der Pek een ontwerp gevraagd.   De school begon met 40 leerlingen. Van der Pek gaf er zelf wel les; zijn vrouw Louise Went nam het stokje over van Muller-Lulofs.  Went kon in 1939 het veertigjarig bestaan van de school vieren, onder de aantekening dat de school vanaf 1921 gemeentelijke ondersteuning kreeg. In de jaren vijftig werd de aandacht niet meer alleen gericht op meisjes/vrouwen, maar zocht de school ook jongens/mannen. 
De school zou er tot 1957 haar vestiging hebben, toen verhuisde het naar het Karthuizerplantsoen 2. Er trok vervolgens een kweekschool voor kleuterleidsters in, die in de jaren zeventig de naam Gemeentelijk Opleidingsschool voor kleuterleidsters kreeg. In latere jaren bleef het in gebruik voor onderwijs. In 2023 is er (weer) een naambord van het tegenoverliggende Montessori Lyceum Amsterdam bij de voordeur bevestigd.
Het gebouw kende vier bouwlagen, opvallend is de niet symmetrisch geplaatste erker over twee verdiepingen boven de entree. Er vonden ten minste drie verbouwingen plaats waarbij onder meer een opbouw werd geplaatst; een status als gemeentelijk monument zit er dus voorlopig niet in.

## Gebouw 80
Ten westen van nr. 78 staat nog een schoolgebouw, dat wel de status van gemeentelijk monument kreeg. 

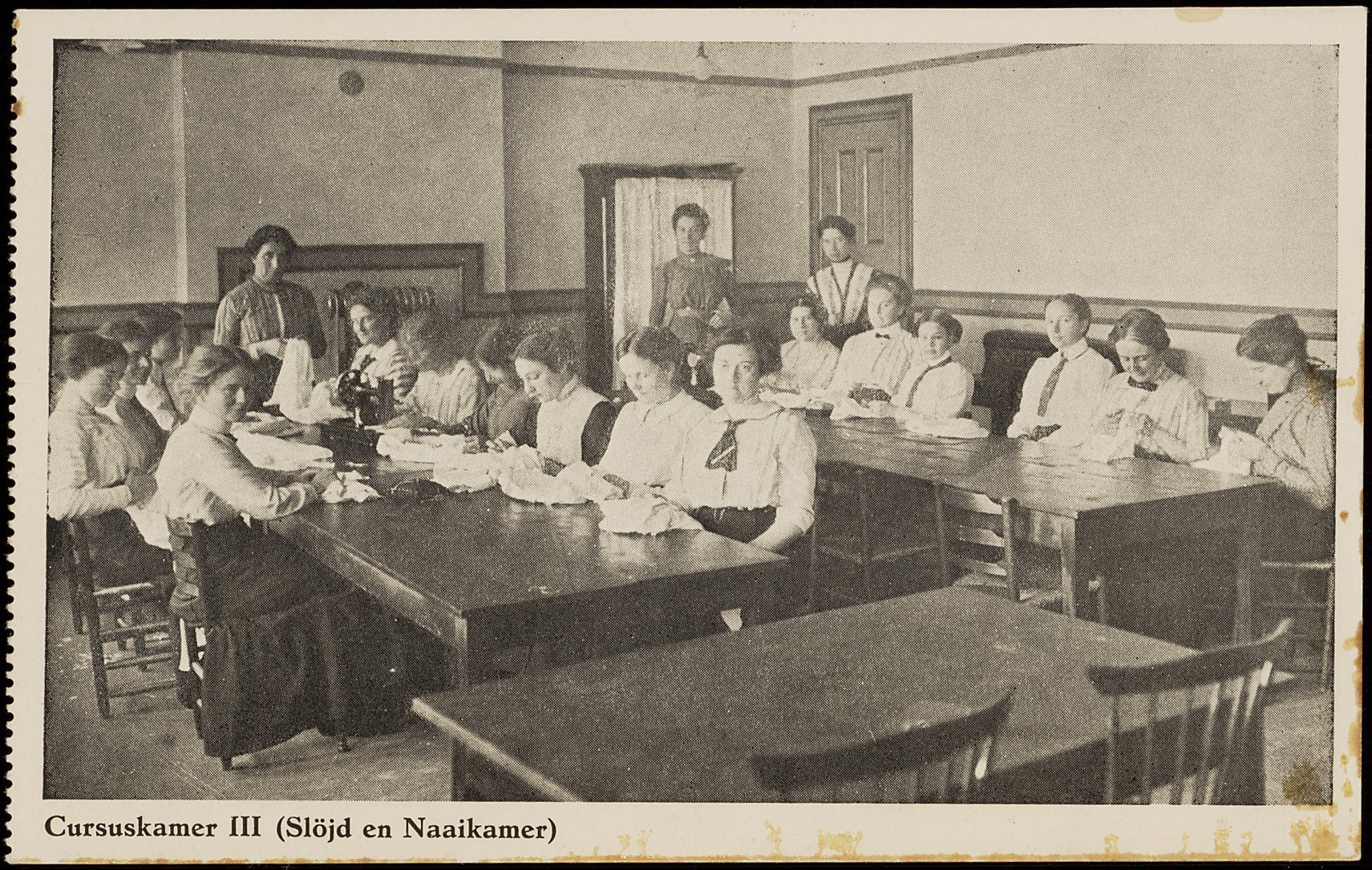
Interieur rond 1920